# Лединци
Лединци (познати и као Нови Лединци) су приградско насеље Новог Сада. Налазе се на сремској страни Дунава, на северним обронцима Фрушке горе, поред регионалног пута и железничке пруге Нови Сад — Беочин. Према попису из 2022. године, у Лединцима је било 1864 становника.

## Положај насеља
Насеље се географски налази у Срему, али је део Јужнобачког округа (у аутономној покрајини Војводини). У административном смислу, насеље припада Граду Новом Саду. До 2019. године, припадало је градској општини Петроварадин (једној од две општине које су до тада чиниле Град Нови Сад).
Суседна насеља су: Стари Лединци на југу, Нови Раковац на западу, Стари Раковац на југозападу, Сремска Каменица односно насеље Боцке на истоку, као и новосадско туристичко подручје и викенд насеље Каменичко острво и викенд насеље Камењар на северу, преко Дунава.
Централни део Лединаца налази се на брду Круша (између долине Каменарског потока на истоку и долине потока Шандоровац на западу), док су периферни делови насеља лоцирани уз пут који води за Старе Лединце, а делимично и уз пут Нови Сад — Беочин. У саставу Лединаца, јужно од пута Нови Сад - Беочин, према Раковцу, налазе се изграђени локалитети Сентић, Торине, Пурале, Рит и Липарије.

## Име насеља
Постоје два насеља са именом Лединци: Стари Лединци и Нови Лединци. У прошлости се назив Лединци користио за Старе Лединце, а данас се ово име званично користи за Нове Лединце, док се старије село званично зове Стари Лединци. Оба насеља имају сопствену месну заједницу.

## Историја
За детаљну историју Лединаца погледати чланак Стари Лединци.
Село Лединци је вероватно основано у 13. веку. Према предању, првобитно насеље се није налазило у долини Тавног потока (на месту данашњих Старих Лединаца), већ на лединама на дунавској равни крај каменичког атара (односно на ширем подручју данашњих Нових Лединаца), услед чега је добило назив Лединци. Када су 1242. Татари упали у Срем, пљачкали и палили куће и убијали становништво, Лединчани су се повукли у густе шуме и на делу атара званом Селиште изградили привремена станишта (која су прерасла у трајно насеље), а у страху од нове пљачке и покоља нису се више враћали на обалу Дунава.
Између 16. и 18. века у западном делу данашњег атара Нових Лединаца, према Раковцу, постојало је насеље Сентић. Оно је у 18. веку административно спојено са тадашњим Лединцима (данашњим Старим Лединцима). У првој половини 20. века, у атару данашњих Нових Лединаца, поред пута Сремска Каменица - Беочин, постојало је мало насеље под називом Лединачка Циглана.
Све до Другог светског рата насеље Лединци се налазило на подручју данашњих Старих Лединаца, а пошто је ово село постало чврсто упориште партизанског покрета отпора, у октобру 1943. га је до темеља спалила фашистичка војска састављена од немачких фашиста, усташа и Черкеза. После рата (1946-1951. године), село је обновљено али на новој локацији ближе Дунаву и названо је Нови Лединци, док је за локалитет предратних Лединаца одлучено да добије неке друге намене, те је спречавано настањивање истог. Међутим, део становништва се вратио на локацију Старих Лединаца, тако да је и ово село постепено обновљено. Месна земљорадничка задруга у Лединцима није могла да обезбеди довољно радне снаге, па је сезонским радницима из Босне давала плацеве за градњу кућа. Каснији досељеници долазе највећим бројем из Босне, Херцеговине и уже Србије, а делом и из других места у Војводини, па и из Новог Сада. До 1980. године, Нови и Стари Лединци су чинили једну месну заједницу у саставу Новосадске општине, а тада су формиране две посебне месне заједнице.

## Демографија
Према попису становништва из 2002. године у Лединцима је становало 1.641 становника, док је према претходном попису из 1991. године у насељу становало 1.280 становника. Према подацима са сајта „Информатике" из 2005. године, у Лединцима живи 1.666 становника.
У насељу живи 1.333 пунолетна становника, а просечна старост становништва износи 39,9 година (38,6 код мушкараца и 41,2 код жена). У Лединцима има 567 домаћинстава, а просечан број чланова по домаћинству је 2,89.
Насеље је углавном насељено Србима, а у последњим пописима примећен је пораст у броју становника. Занимљиво је да већи део потомака староседелачког становништва Старих Лединаца данас живи у Новим Лединцима, док у данашњим Старим Лединцима преовлађује становништво досељено у другој половини 20. века.

### Број становника
|  |

| Демографија | Демографија | Демографија |
| Година      | Становника  | Становника  |
| ----------- | ----------- | ----------- |
| 1948.       | 465         |             |
| 1953.       | 531         |             |
| 1961.       | 675         |             |
| 1971.       | 795         |             |
| 1981.       | 1.137       |             |
| 1991.       | 1.280       | 1.248       |
| 2002.       | 1.641       | 1.669       |

### Етнички састав
| Етнички састав према попису из 2002.‍ | Етнички састав према попису из 2002.‍ | Етнички састав према попису из 2002.‍ | Етнички састав према попису из 2002.‍ | Етнички састав према попису из 2002.‍ |
| ------------------------------------ | ------------------------------------ | ------------------------------------ | ------------------------------------ | ------------------------------------ |
|                                      |                                      |                                      |                                      |                                      |
| Срби                                 | Срби                                 |                                      | 1.458                                | 88,84%                               |
| Југословени                          | Југословени                          |                                      | 33                                   | 2,01%                                |
| Хрвати                               | Хрвати                               |                                      | 15                                   | 0,91%                                |
| Словаци                              | Словаци                              |                                      | 13                                   | 0,79%                                |
| Мађари                               | Мађари                               |                                      | 11                                   | 0,67%                                |
| Црногорци                            | Црногорци                            |                                      | 4                                    | 0,24%                                |
| Русини                               | Русини                               |                                      | 3                                    | 0,18%                                |
| Румуни                               | Румуни                               |                                      | 3                                    | 0,18%                                |
| Македонци                            | Македонци                            |                                      | 3                                    | 0,18%                                |
| Буњевци                              | Буњевци                              |                                      | 3                                    | 0,18%                                |
| Руси                                 | Руси                                 |                                      | 2                                    | 0,12%                                |
| Роми                                 | Роми                                 |                                      | 2                                    | 0,12%                                |
| Чеси                                 | Чеси                                 |                                      | 1                                    | 0,06%                                |
| Немци                                | Немци                                |                                      | 1                                    | 0,06%                                |
| Муслимани                            | Муслимани                            |                                      | 1                                    | 0,06%                                |
| непознато                            | непознато                            |                                      | 49                                   | 2,98%                                |

### Домаћинства
| Година пописа     | 1948. | 1953. | 1961. | 1971. | 1981. | 1991. | 2002. |
| ----------------- | ----- | ----- | ----- | ----- | ----- | ----- | ----- |
| Број домаћинстава | 159   | 175   | 226   | 250   | 405   | 438   | 567   |

| Број чланова      | 1   | 2   | 3   | 4   | 5  | 6  | 7 | 8 | 9 | 10 и више | Просек |
| ----------------- | --- | --- | --- | --- | -- | -- | - | - | - | --------- | ------ |
| Број домаћинстава | 109 | 143 | 124 | 122 | 41 | 18 | 7 | 3 | 0 | 0         | 2,89   |

### Становништво према брачном стању и полу
| Пол    | Укупно | Неожењен/Неудата | Ожењен/Удата | Удовац/Удовица | Разведен/Разведена | Непознато |
| ------ | ------ | ---------------- | ------------ | -------------- | ------------------ | --------- |
| Мушки  | 664    | 211              | 399          | 21             | 33                 | 0         |
| Женски | 722    | 145              | 423          | 121            | 33                 | 0         |
| УКУПНО | 1.386  | 356              | 822          | 142            | 66                 | 0         |

### Становништво према делатности коју обавља
| Пол    | Укупно                    | Пољопривреда, лов и шумарство | Рибарство                            | Вађење руде и камена | Прерађивачка индустрија       |
| ------ | ------------------------- | ----------------------------- | ------------------------------------ | -------------------- | ----------------------------- |
| Мушки  | 295                       | 10                            | 0                                    | 26                   | 73                            |
| Женски | 243                       | 8                             | 0                                    | 3                    | 35                            |
| УКУПНО | 538                       | 18                            | 0                                    | 29                   | 108                           |
| Пол    | Производња и снабдевање   | Грађевинарство                | Трговина                             | Хотели и ресторани   | Саобраћај, складиштење и везе |
| Мушки  | 4                         | 27                            | 49                                   | 3                    | 18                            |
| Женски | 1                         | 8                             | 60                                   | 4                    | 7                             |
| УКУПНО | 5                         | 35                            | 109                                  | 7                    | 25                            |
| Пол    | Финансијско посредовање   | Некретнине                    | Државна управа и одбрана             | Образовање           | Здравствени и социјални рад   |
| Мушки  | 1                         | 9                             | 29                                   | 12                   | 8                             |
| Женски | 7                         | 10                            | 14                                   | 13                   | 55                            |
| УКУПНО | 8                         | 19                            | 43                                   | 25                   | 63                            |
| Пол    | Остале услужне активности | Приватна домаћинства          | Екстериторијалне организације и тела | Непознато            | Непознато                     |
| Мушки  | 16                        | 0                             | 0                                    | 10                   | 10                            |
| Женски | 10                        | 0                             | 0                                    | 8                    | 8                             |
| УКУПНО | 26                        | 0                             | 0                                    | 18                   | 18                            |

### Презимена становника села
Нека од презимена становника Лединаца су: Алимпијевић, Антонијевић, Арацкић, Арсенијевић, Аврамовић, Бачић, Батајић, Божић, Челић, Черкез, Дешановић, Дикић, Димитријевић, Дороци, Ђерманов, Ђурђевић, Флорић, Исајевић, Јефтић, Јовановић, Кириловић, Киселица, Ковачевић, Крстић, Лукић, Маринковић, Матић, Милинковић, Милорадовић, Милошевић, Милутиновић, Микеревић, Мирковић, Николић, Нинковић, Пантелић, Петрић, Петровић, Писаревић, Погуберовић, Поповић, Продановић, Прокић, Ракић, Рукавина, Савић, Станковић, Сувајџић, Теофановић, Теодоровић, Војновић, Врчинац, Вујковић, Закланац, Зарић, Зорановић, итд.

## Карактеристике насеља
У Лединцима преовлађују куће намењене индивидуалном становању, али у делу насеља постоје и стамбене зграде намењене за колективно становање. У насељу постоји месна заједница, православна црква, пошта, дом културе, библиотека (са читаоницом), основна школа, дечји вртић, амбуланта, ловачки дом (некадашња Титова кућа), као и споменик палим борцима посвећен погинулим учесницима народноослободилачке борбе. Поред Дунава, у атару насеља, лоцирана је касарна речне морнарице.
Основу насеља чиниле су три паралелне улице које су се простирале у правцу север — југ, као и две краће попречне улице. На тај начин формирано је насеље четвртасте основе и решеткасте структуре каквих је мало у Срему, а поготово на Фрушкој гори. Куће су биле приземне и униформно грађене. Касније ширење насеља је у великој мери било ограничено стрмим теренима. Поред кућа за становање, у Лединцима се налази и знатан број викендица (по попису из 1981. године, у Лединцима је постојала 421 кућа за становање, док је број викендица износио 239). Лединци се снабдевају водом из сопственог водовода (у току је прикључење насеља на новосадски градски водовод), све улице су асфалтиране и имају лепе дрвореде и цветњаке.
- Дом културе и библиотека
- Ловачки дом
- Основна школа
- Центар Лединаца
- Улица у Лединцима
- Улица у Лединцима
- Стамбене зграде у Лединцима
- Стамбене зграде у Лединцима

## Привреда, спорт и туризам
Од привредно-пословних субјеката, у Лединцима постоји депонија камена са постројењем за прераду камена (поред пута Нови Сад — Беочин), кланица, расадник, пет прехрамбених продавница, једна кафана у главној улици, као и гостиона (мотел) „Сребро“ поред пута Нови Сад — Беочин. Део становништва Лединаца запослен је у Новом Саду и Беочину, док се део бави пољопривредом.
У насељу се налази игралиште фудбалског клуба "Виноградар" (клуб постоји од 1913. године), а као туристичка понуда места значајна су оближња ловишта и извор свете Петке. У Лединцима је, донедавно, постојала и дискотека „Аристон“.
- Постројење за прераду камена
- Игралиште фудбалског клуба „Виноградар“
- Гостиона „Сребро“
- Извор свете Петке

## Саобраћај
Приградски аутобус број 76 вози до Старих и Нових Лединаца,  али поред насеља пролазе и приградски аутобуси број 77, 78, 79, 81, 82, 83 и 84. Значајније улице у насељу су Змај Јовина, Дунавска и Фрушкогорска.

## Галерија
- Улица у Лединцима
- Улица у Лединцима
- Улица у Лединцима
- Улица у Лединцима
- Улица у Лединцима
- Улица у Лединцима
- Периферија Лединаца и поглед на Фрушку гору
- Поплава реке Дунав у Лединачком атару 2006. године